# Gúkovo
Gúkovo - Гуково (rus) - és una ciutat de Rússia que es troba a l'óblast de Rostov, a la frontera amb Ucraïna.